# Simfibrate
Simfibrate (JAN/INN; tên thương mại Cholesolvin) là một fibrate đã được sử dụng để điều trị tăng lipid máu.